# War Photographer
War Photographer es una película documental suiza de Christian Frei publicada en noviembre de 2001. Cuenta la historia del fotógrafo de guerra James Nachtwey y trata los dilemas a los que se enfrentan todos aquellos envueltos en el periodismo de guerra. El documental fue nominado en 2002 al Óscar al mejor documental largo.

## Crítica
War Photographer es «la película más directamente cautivante de Christian Frei. No deja, sin embargo, de plantear muchas preguntas al espectador: sobre el compromiso humanista, la necesidad y la manera de atestiguar sobre lo peor, sobre el respeto del otro y el principio de no-intervención directa, sobre el voyeurismo y la deriva de los medios de comunicación, etc. Su impacto tiene menos que ver con el supuesto peligro (el cineasta se aparta de toda tentación de suspenso o de espectacularidad) que con el encuentro de un personaje fascinante y misterioso, una especie de Don Quijote moderno y de caballero propulsado en la barbarie que parece haber trascendido todas las ambigüedades de su profesión. A veces, su ética puede parecernos chocante, su manera de exponerse al peligro, insensata, sus sacrificios, inútiles. Sin embargo, terminamos por comprender por qué actúa así.
Norbert Creutz, crítico suizo

Sus imágenes fotográficas, que llenan gran parte de la película, son de un gran poderío, de expresivo blanco y negro, y llenas de humanidad. Porque algo que Nachtwey trata de no perder de vista en ningún momento es que su arriesgado trabajo recoge imágenes de personas, y se dirige a personas de todo el mundo, muchas veces ciegas ante la injusticia. Como él mismo dice, sabe que la compasión siempre debe pesar más que su ambición por obtener las mejores fotografías. Y somos testigos de cómo los sucesos que presencia no le resultan indiferentes, ni mucho menos; es más, su esperanza es que las imágenes que toma ayuden a cambiar las cosas.
Decine21.com

(...) this film is an act of spiritual faith -- an eloquent, deeply felt meditation on the nature of compassion
Edward Guthmann en San Francisco Chronicle

## Premios[4]
- 2002 Óscar: Nominación mejor documental
- Gregory Foster Peabody Award 2003
- Emmy 2004: Nominación a favor de Peter Indergand, operador de cámara
- Adolf Grimme Award 2003: Premio especial Ministry for Development, Culture and Sports
- 2002 Festival Internacional de Cine de Durban: Mejor documental
- Cologne Conference 2002: premio Phoenix Best non-fiction
- Rehoboth Beach, Delaware Independent Film Festival 2002: Premio del público
- Viewpoint film festival Gent 2002: ganador
- European Documentary Film Festival Oslo 2003: Premio Eurodok
- Dokufest Pizren Dokumentary and Short Film Festival 2003: Ganador
- British Documentary Awards 2002: Shortlisted The Grierson Award - Categoría documental internacional
- Swiss Film Prize 2002: Nominación mejor documental
- Docaviv Tel Aviv International Documentary Film Festival: Ganador
- Sichuan TV Festival: premio Gold Panda mejor documental
- 2003 Mountainfilm in Telluride: Premio Voice of Humanity